# Death of a Nation: Can We Save America a Second Time?
Death of a Nation: Can We Save America a Second Time? ist ein 2018 erschienener US-amerikanischer politischer Dokumentarfilm über den amtierenden Präsidenten der Vereinigten Staaten Donald Trump und die Demokratische Partei.

## Handlung
Der Film beginnt mit dem Luftkrieg während der Schlacht um Berlin 1945. Adolf Hitler und seine Ehefrau Eva begehen im Führerbunker Selbstmord und ihre Leichen werden im Hof der Neuen Reichskanzlei verbrannt.
Anschließend wechselt der Film in die Ich-Perspektive des Erzählers. Dinesh D’Souza fragt sich als kleiner Junge in seiner Heimat Mumbai, warum Nationen wie das Römische Reich, das Deutsche Reich oder die Sowjetunion gestorben sind.
Der Film wechselt nun in die Vereinigten Staaten von heute. Anhand von Ausschnitten wird die Berichterstattung der Medien im Zuge der Präsidentschaftswahl 2016 dargestellt. Ausschnitte der US-amerikanischen Medienlandschaft nach den Wahlen zeigen die Ungläubigkeit über den Wahlsieger Donald Trump und die Versuche, ihn durch ein Amtsenthebungsverfahren im Zuge der Sonderermittlung zur Beeinflussung des Wahlkampfs durch die russische Regierung oder den Vorwürfen sexueller Übergriffe oder dem 25. Zusatzartikel zur Verfassung der Vereinigten Staaten aus dem Amt zu befördern. Der Erzähler zieht eine Parallele zum ersten republikanischen Präsidenten Abraham Lincoln.
Da Donald Trump mit dem Vorwurf konfrontiert werde, er sei ein Faschist, fragt der Erzähler nach den wahren Faschisten und Rassisten. Der Faschismus werde gewöhnlich als eine rechts- und autoritätsausgerichtete Ideologie aufgefasst. Donald Trump werde dieser Richtung zugerechnet, weil er ein Nationalist sei. Der Erzähler resümiert, dass auch Mohandas Karamchand Gandhi, Nelson Mandela, Winston Churchill und Abraham Lincoln Nationalisten gewesen seien und dass Autoritarismus und Nationalismus nicht Faschismus bedeuten.
In einem Interview mit Robert Paxton, einem emeritierten Professor für Geschichte an der Columbia University, New York, werden Parallelen zwischen der Antifa mit den italienischen Schwarzhemden und der als „Braunhemden“ bezeichneten Sturmabteilung gezogen. Faschisten hätten keine freie Ökonomie gewollt, sondern nach einer zentralen Autorität gestrebt. Filmmaterial und nachgestellten Szenen zeigen den Marsch auf Rom 1922. Als Antwort auf die Krise des Marxismus hätten Benito Mussolini und Giovanni Gentile den Faschismus als Fusion des Nationalismus und Sozialismus entwickelt und dadurch Sozialisten in den Vereinigten Staaten animiert. Der US-amerikanische Präsident Franklin D. Roosevelt sei von Mussolini und dem Faschismus begeistert gewesen und habe während der Weltwirtschaftskrise mithilfe der National Recovery Administration ein Ende des freien Marktes propagiert. Nachdem Mussolini so als Mann der Linken verortet wurde, fragt der Erzähler nach der politischen Einordnung Hitlers.
Der Film wechselt nach München-Schwabing, wo Hitler und Wladimir Iljitsch Lenin die gleiche Gaststätte besucht haben sollen. Hitler habe die Namensänderung der Deutschen Arbeiterpartei in die Nationalsozialistische Deutsche Arbeiterpartei durchgesetzt, auch sei das Wort „Nazi“ aus „national“ und „sozial“ zusammengesetzt. Das 25-Punkte-Programm der NSDAP weise bedeutende Parallelen zu dem Programm der Demokratischen Partei der USA auf und könne auch von Elizabeth Warren oder Bernie Sanders geschrieben worden sein. Hitler sei aber nicht nur gegen den Kapitalismus gewesen, sondern sei auch ein Rassist gewesen. Nachgestellte Szenen zeigen den Hitlerputsch 1923 in München, Hitler während der Festungshaft in Landsberg, wo er seinem Zellengenossen Rudolf Heß „Mein Kampf“ diktiert habe und die Verhaftung von Ernst Röhm. Inspiration für die Verfolgung anderer Rassen sei die Vertreibung der Indianer unter US-Präsident Andrew Jackson gewesen.
Der Journalist Edwin Black weist auf die Ursprünge der Eugenik in den USA hin, die Hitler als Vorlage gedient habe. Mit dem deutschen Soziologen Stefan Kühl diskutiert der Erzähler die Nürnberger Gesetze. Die von Vertretern der Demokraten beschlossene und durchgesetzte „Ein-Tropfen-Regel“, wonach als Schwarzer klassifiziert wurde, wer auch nur einen einzigen schwarzen Vorfahren hatte, habe der Nürnberger Gesetzgebung als Vorbild gedient, sei aber als zu rassistisch eingestuft und deswegen abgemildert worden.
Hitler sei auch gegen Meinungsfreiheit, Religionsfreiheit und das Christentum gewesen. Die Novemberpogrome 1938 seien mit der Konfiskation von Waffen in der Hand der jüdischen Bevölkerung begründet worden, wodurch diese wehrlos geworden wären. Progressive amerikanische Politiker hätten den Nationalsozialismus gelobt und in ihm ein Vorbild für die Zukunft gesehen.
Konzentrationslager, bei denen zwischen Arbeits- und Todeslagern zu unterscheiden sei, werden als Sklavenplantagen dargestellt. Grundlage für die Todeslager sei die Vernichtung lebensunwerten Lebens gewesen. Kühl stellt dar, dass es zwischen dieser und der nach Kriegsbeginn einsetzenden industriellen Tötung einen personellen und technischen Transfer gegeben habe. Josef Mengele wird als Vertreter des Progressivismus verortet. Nach dem Krieg habe er in Südamerika als Abtreibungsarzt gewirkt und sei so von einer Form des Mordes zu einer anderen übergegangen.
Nach der Aufdeckung der Verbrechen in den Konzentrationslagern und den Nürnberger Prozessen sei die Ideologie diskreditiert gewesen. Die Demokraten in den USA sahen sich wegen ihrer inhaltlichen Verbindung zum Nazismus in der Bredouille und seien zu der großen Lüge geschritten, den Sozialismus aus dem Nationalsozialismus herauszunehmen und letzteren aus dem linken Spektrum in das rechte Lager zu verschieben. Faschisten und Nazis seien jedoch immer, so der Erzähler, auf der politisch linken Seite gewesen.
Mit dem amerikanischen Geschichtsprofessor Allen C. Guelzo vom Gettysburg College diskutiert der Erzähler die Ursprünge des Rassismus. Guelzo gibt an, die Sklaverei sei nach Ansicht der Gründerväter der Vereinigten Staaten bereits an ihrem Ende gewesen und es seien bereits Maßnahmen gegen Sklaverei eingeleitet worden. Im 19. Jahrhundert sei die Sklaverei jedoch als progressive Einrichtung gesehen worden. Die Demokraten hätten sie als Wohlfahrtseinrichtung gepriesen, wobei auch denkbar gewesen sei, Weiße zu versklaven. Demokraten hätten eine Ausweitung der Sklaverei auf die nördlichen Staaten angestrebt und bei den ankommenden Migranten mithilfe eines Patronagesystems eingeführt. Dem hätte sich Lincoln widersetzt, der in der Sklaverei Diebstahl von Arbeitskraft gesehen hätte. Die Demokraten hätten den Sezessionskrieg losgetreten, den Lincoln gewann, sodann die Sklaverei abschaffte und die Integration der schwarzen Bevölkerung vorantrieb.
Die Demokraten unter US-Präsident Woodrow Wilson hätten ein neues System der Sklaverei gesucht und mit der staatlichen Rassentrennung und einem rassistischen Terrorismus gefunden. Wilson habe den Film „Die Geburt einer Nation“ (The Birth of a Nation) im Weißen Haus gezeigt und so zur Neugründung des Ku-Klux-Klan als verlängerten Arm der Demokratischen Partei beigetragen.
Anschließend beschäftigt sich der Film mit der Behauptung der Demokraten, sie seien zwar früher einmal die Partei des Rassismus gewesen, was sich jedoch gewandelt habe. So hätten sich in den 1960er Jahren während der Präsidentschaftskampagne von Richard Nixon die Seiten vertauscht. Der Erzähler legt dar, dass es keine Äußerung von Nixon gäbe, die ihn als Rassisten offenbare. Er sei gegen militante Gegner des Vietnamkrieges vorgegangen und habe den War on Drugs geführt. Davon zeuge auch das Lied Okie from Muskogee. Nach seiner Wahl habe Nixon Minderheiten geholfen. Insgesamt seien nur jeweils ein Senator und ein Mitglied des Repräsentantenhauses der südlichen Staaten von der Demokratischen in die Republikanische Partei gewechselt. Bill Clinton und Barack Obama hätten 2010 an der Beerdigung des Senators und früheren Ku-Klux-Klan-Mitglied Robert Byrd teilgenommen. Die Wanderung von der Demokratischen Partei hin zur Republikanischen Partei habe erst unter Ronald Reagan stattgefunden, als der Süden weniger rassistisch wurde.
Nachdem diese Narrative demontiert wurde, blieben, so der Erzähler, den Demokraten noch die rechtsextremen Demonstrationen in Charlottesville 2017. Deren Organisator Jason Kessler sei jedoch ein Befürworter Obamas und in der Occupy-Wall-Street-Bewegung aktiv gewesen. In einem Interview lässt D’Souza Richard B. Spencer, den Gründer der Alt-Right-Bewegung, zu Wort kommen. Dieser bezeichnet sich nicht als Neonazi, aber Unterstützer von Trump. Der Erzähler wirft ihm vor, durch sein Handeln die Narrative der Medien, die den Neonazismus mit Trump verbinden, zu stützen und ihm so zu schaden, was er abstreitet. Spencer positioniert sich als Gegner der Einwanderung von Menschen mit nichtweißer Hautfarbe. Dem Separationsgedanken von Malcolm X widerspricht er nicht. Er erkennt keine individuellen Rechte an; die Rechte eines einzelnen würden sich vielmehr aus der Gesellschaft ableiten. Er zeigt sich mit den demokratischen US-Präsidenten Jackson und James K. Polk zufrieden. Spencer positioniert sich nicht gänzlich gegen den internationalen Sozialismus.
Der Erzähler berichtet, dass die Werte, die Richard B. Spencer vertritt, nicht die Werte von Donald Trump sind. Trump habe die Verhältnisse für die schwarze Bevölkerung verbessert, stehe für legale Migration und freie Märkte. Obama habe dagegen einen staatlich gelenkten Kapitalismus verfolgt, was der Erzähler als die klinische Definition von Faschismus bezeichnet. Daneben habe er den Staat im Staate (Deep State) benutzt, um seine Gegner unter Zuhilfenahme von staatlichen Behörden zu unterdrücken. Als Beispiel führt D’Souza seine eigene Verurteilung an. Dies sei institutionalisierter Faschismus. Die Gleichschaltung setzt er mit der Politischen Korrektheit gleich.
In einem Interview mit James O’Keefe erklärt dieser, die Ideologie der Antifa, die gegen Meinungsfreiheit, die freie Rede und individuelle Rechte sei, habe viel mit dem Kommunismus, aber auch dem Faschismus gemeinsam. Ihre paramilitärischen Verbände würden an Mussolini und die „Braunhemden“ erinnern. Finanziert würden sie von Tom Steyer und George Soros, der sich als Antifaschist bezeichne. Bei der Okkupation Ungarns 1944 habe sein Vater die Familie getrennt und den 14-jährigen George als Christen ausgegeben. Dieser habe fortan für die nationalsozialistischen Besatzer jüdisches Eigentum inventarisiert, was mit nachgestellten Szenen dargestellt wird. Mit Ausschnitten aus älteren Interviews wird gezeigt, dass Sorros sich nicht schuldig fühlt und nicht an Gott glaubt. Der Erzähler gibt an, die progressiven Demokraten seien die wahren Rassisten und Faschisten, die Amerika mit seinen Werten töten wollen. Seine eigene Frau stamme aus Venezuela, wo ein faschistisches Regime die Bürger unterdrücke und sie bete, dass dies nicht in Amerika passiere.
Der Erzähler fragt, wie der Kampf gegen die linke Tyrannei aussehen kann. Als Beispiel wird Sophie Scholl und die Widerstandsbewegung Weiße Rose mit nachgestellten Szenen gezeigt.
Reagan habe gewusst, wie man gegen den Faschismus gewinnen kann. Sein Berlinbesuch 1987 und sein Ausspruch „Tear down this wall!“ werden dazu gezeigt. Ein Ausschnitt aus einem Interview zeigt, wie Reagan sagt, der Faschismus sei die totale staatliche Lenkung, wohingegen Konservative für weniger staatliche Kontrolle stünden. Der Erzähler stellt dar, dass Trump der geistige Nachfolger Reagans sei. Ein Ausschnitt aus der Rede Donald Trumps vor dem Denkmal des Warschauer Aufstandes aus dem Jahre 2017 wird gezeigt. Die Parteien hätten sich nicht geändert. Lincoln habe die Demokraten als Diebe bezeichnet. Damals wie heute stünden sie für Tyrannei und Sklaverei.
Erneut kommt der Geschichtsprofessor Allen C. Guelzo zu Wort, der erklärt, dass wenn Robert Edward Lee bei der Schlacht von Gettysburg siegreich gewesen wäre, es keine amerikanische Republik gegeben hätte, die den deutschen Militarismus im Ersten Weltkrieg oder den Nazismus im Zweiten Weltkrieg bekämpft hätte.
Eine nachgestellte Szene zeigt das Attentat auf Abraham Lincoln. Der Erzähler schließt, Trump könne nun die Lebensaufgabe Lincolns zu Ende bringen.

## Hintergründe/Produktion

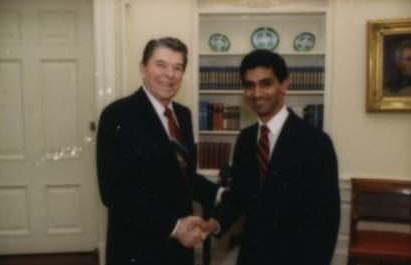
Regisseur, Drehbuchautor und Erzähler Dinesh D’Souza mit US-Präsident Ronald Reagan (1988)

Der Regisseur und Drehbuchautor Dinesh D’Souza ist ein konservativer politischer Kommentator, Autor und Filmemacher. Unter Ronald Reagan nahm er einen Beraterposten in der Administration wahr. Er ist ein selbsterklärter Gegner von Hillary Clinton und Barack Obama. 2012 erschien sein erster politischer Dokumentarfilm „2016: Obama's America“. 2014 erschien mit „America: Imagine the World Without Her“ sein zweiter Film. Zusammen mit Bruce Schooley zeichnete Dinesh D’Souza für den im Jahr der Präsidentschaftswahlen 2016 erschienenen Dokumentarfilm „Hillary’s America: The Secret History of the Democratic Party“ verantwortlich, der sich mit der Geschichte der Demokratischen Partei beschäftigte.
Vorlage für den Film Death of a Nation bildeten die Sachbücher The Big Lie: Exposing the Nazi Roots of the American Left (2017) und Death of a Nation: Plantation Politics and the Making of the Democratic Party (2018) Dinesh D’Souzas.
Als grundlegende Quellen dienten D’Souza nach eigenen Angaben das Werk Hitler’s American Model: The United States and the Making of Nazi Race Law des Juristen James Q. Whitman von 2017 (auf Deutsch 2018 erschienen unter dem Titel „Hitlers amerikanisches Vorbild: Wie die USA die Rassengesetze der Nationalsozialisten inspirierten“) und Racism: A Short History des Historikers George M. Fredrickson von 2002 (auf Deutsch 2004 erschienen unter dem Titel „Rassismus: Ein historischer Abriß“).

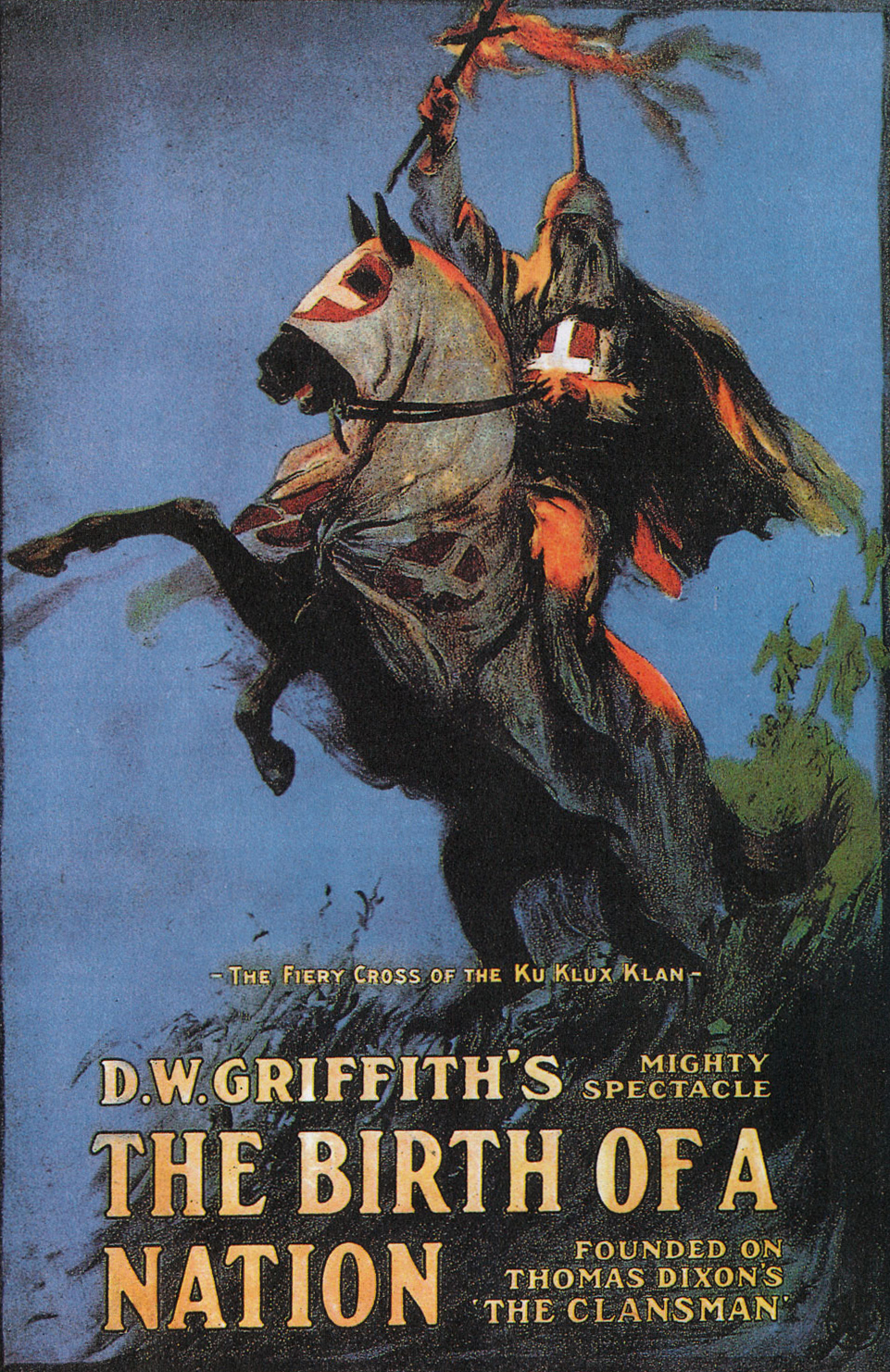
Filmplakat zu Die Geburt einer Nation

Der vermeintlich gegen den Präsidenten arbeitende „Staat im Staate“ (Deep State) ist eine Narrative, die die gesamte Präsidentschaft von Donald Trump begleitet, so beim konservativen Breitbart News Network und bei Fox News Channel, aber auch bei Politikern. So warnte Steve King, Abgeordneter im Repräsentantenhaus und Unterstützer von Viktor Orbán und Geert Wilders, vor einem „deep state, der von Barack Obama angeführt wird“ und den es zu stoppen gelte. Auch der frühere Sprecher des Repräsentantenhauses Newt Gingrich beklagte ein derartiges feindliches System. Donald Trump selbst bezeichnete den „Staat im Staate“ auf Twitter als seinen Feind. Der „Staat im Staate“ wird dabei unter anderem für die Sonderermittlung zur Beeinflussung des Wahlkampfs 2016 und die Amtsenthebungsuntersuchung 2019 verantwortlich gemacht. In letzterem Zusammenhang ist der „Staat im Staate“ Teil der offiziellen Sprachregelung der Regierung.
Die Produktionskosten des Films betrugen sechs Millionen US-Dollar.
Der Titel nimmt Bezug auf den Film Die Geburt einer Nation (The Birth of a Nation) von David Wark Griffith aus dem Jahre 1915, wie D’Souza in einem Interview mit Rush Limbaugh angab. Die nachgestellte Szene, in der US-Präsident Woodrow Wilson den Film im Weißen Haus vorführt, war bereits Bestandteil von Hillary’s America. Die Geburt einer Nation gilt nach Ekkehard Knörer als „ein infames, rassistisches und doch filmhistorisch bedeutendes Werk“. Dabei verdrehe der Film „die Fakten ins offen Rassistische“. Pulitzer-Preisträger Roger Ebert verglich den Film mit Leni Riefenstahls „Triumph des Willens“.

## Veröffentlichung

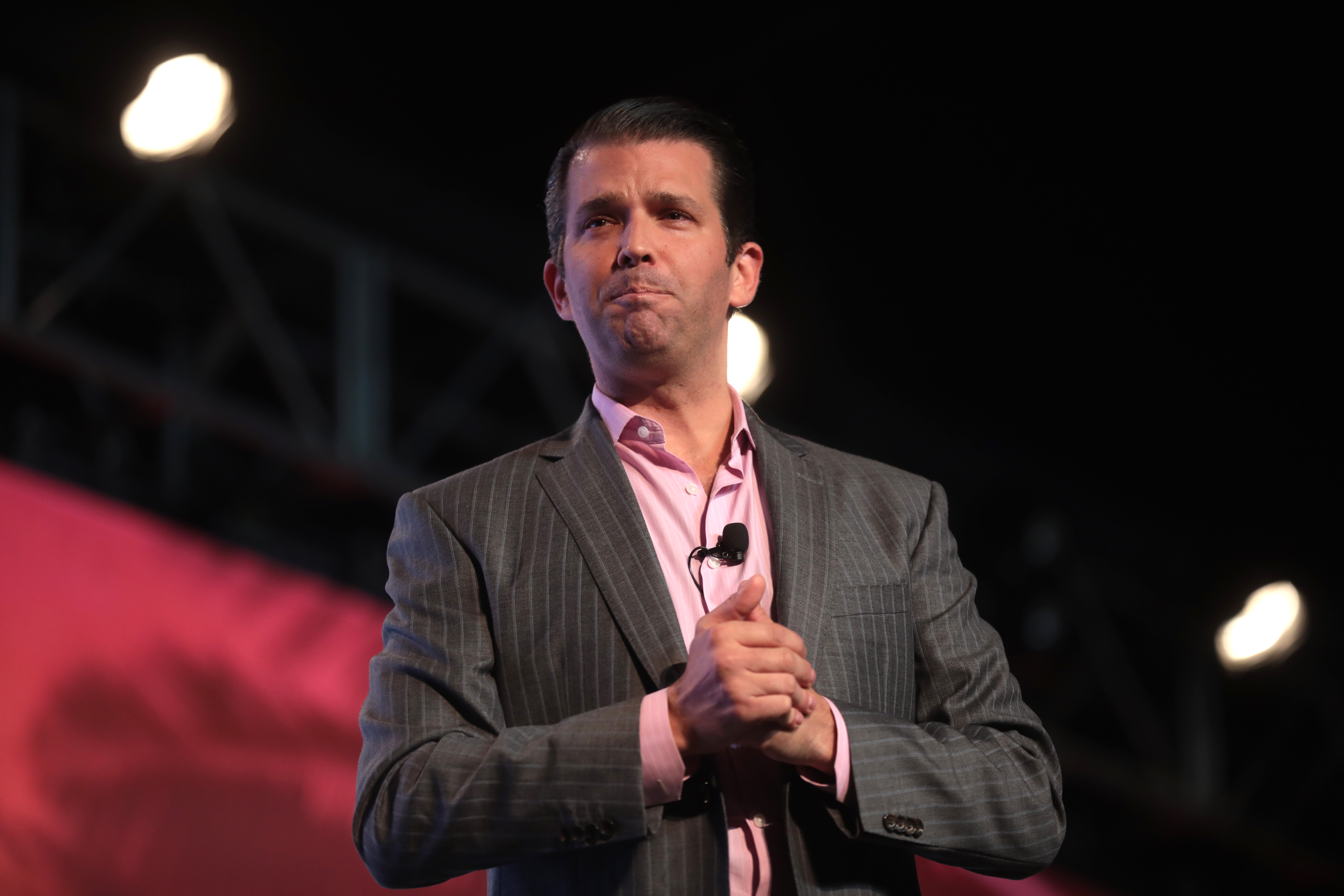
Ehrengast bei der Premiere: Donald Trump Jr., Sohn des US-Präsidenten

Die Uraufführung fand am 30. Juli in Los Angeles statt. Am 1. August 2018 erfolgte in Washington, D.C. die separate USA-Premiere. Als Ehrengäste nahmen an der Aufführung D’Souza und Donald Trump Jr. teil. Dieser setzte die Narration des Films fort:

“You see the Nazi platform from the early 1930s … and you look at it compared to the DNC platform of today, you're saying, ‘Man, those things are awfully similar’ to a point where it's actually scary.”

„Man sieht das Nazi-Grundprogramm aus den frühen 1930ern … und wenn man es sich verglichen zum DNC-Grundprogramm von heute anschaut, da sagt man, ‚Mann, diese Dinge sind furchtbar ähnlich‘ bis zu einem Punkt, wo es tatsächlich angsteinflössend wird.“

Zu den weiteren Zuschauern zählten Ben Carson, Minister für Wohnungsbau und Stadtentwicklung im Kabinett Trump, der frühere Sheriff David A. Clarke, Donald Trumps früherer Berater Sebastian Gorka, der Internetaktivist Jack Posobiec und der Journalist Lee Stranahan. Gorka arbeitete vor seiner Beratertätigkeit im Breitbart News Network für Steve Bannon und steht der Alt-Right-Bewegung nahe. Der ebenfalls in der Alt-Right-Bewegung aktive Posobiec beteiligte sich während des Präsidentschaftswahlkampf 2016 an der Verbreitung des Pizzagates, einer Verschwörungstheorie, der zufolge in einer Pizzeria in Washington, D.C. ein Kinderpornografiering unter Beteiligung von Barack Obama, Hillary Clinton und Lady Gaga aktiv sei. Posobiec wurde von Donald Trump auf Twitter retweetet. Der frühere Erotikfotograf Stranahan arbeitete für das Breitbart News Network und wechselte 2017 zum russischen Nachrichtenmedium Sputnik.
Am 3. August startete der Film in 1032 US-amerikanischen Kinos. Er war damit der erste Dokumentarfilm seit zehn Jahren, der in mehr als 1000 Kinos aufgeführt wurde. Er erreichte ein Einspielergebnis von 5.885.881 US-Dollar und damit weniger als die vorherigen Filme D’Souzas.
Vertreter der Republikanischen Partei zeigten den Film auf dutzenden Public-Viewing-Veranstaltungen.
Am 16. Oktober 2018 wurde der Film als Digital Copy veröffentlicht und am 30. Oktober auf DVD und Blu-ray Disc.
Das Texanische Super-PAC Texas Patriots PAC verschickte im Vorfeld der Halbzeitwahlen in den Vereinigten Staaten 2018 tausende DVDs an unentschlossene Wähler. D’Souza sagte, er beobachte mit Interesse, ob der Film einen Einfluss auf Wechselwähler habe. Seinen nächsten Film plane er für die Wahlkampfzeit der Präsidentschaftswahl 2020.

## Kritiken
Bei der Publikumswertung durch CinemaScore erreichte der Film ein „A“ auf einer Skala von „A+“ bis „F“. In einer Befragung von PostTrak vergaben die Besucher vier von fünf möglichen Sternen. Die Zuschauerwertung bei Rotten Tomatoes bescheinigt ihm eine Zustimmung von rund 90 %.
Seitens der Medien wird der Film dagegen als Propaganda und geschichtsrevisionistisch eingestuft. Er wurde von verschiedenen Publikationen unter den schlechtesten Filmen des Jahres 2018 geführt. Der Film wurde viermal für den Negativpreis Goldene Himbeere 2019 nominiert und gewann die Auszeichnung in zwei Kategorien.
Bill Goodykoontz sah die Anspielung des Filmtitels auf Die Geburt einer Nation, fragte aber, ob man eine Ausrichtung auf einen derart rassistischen Film wirklich wolle.
John Broich, Historiker an der Case Western Reserve University, widersprach deutlich der im Film betriebenen Verknüpfung von Faschismus und Linksradikalismus. Owen Gleiberman bezichtigte D’Souza der fake-historical-news. Es sei irrelevant, zu fragen, ob der Regisseur seinen eigenen Müll (garbage) glaube, denn er spiele wie sein Idol Donald Trump bewusst mit der Wahrheit. Er sah eine klare Absicht des Filmemachers:

“D’Souza’s bogus conflation of liberalism and Nazism is really his way of denying the white-supremacist appeal that runs right down the middle of the Trump presidency.”

„D’Souzas falsche Gleichsetzung von Liberalismus und Nazismus ist tatsächlich sein Weg, den Anklang der White Supremacy der Trump-Präsidentschaft zu leugnen.“

Das schlechte Abschneiden des Filmes bei Kritikern bezeichnete D’Souza als „intellektuelle Unehrlichkeit“. Die Kritiker würden versuchen, den durchschnittlichen Kinobesucher vom Film fernzuhalten, da sie Angst hätten, er würde vom Film überzeugt.
Der Historiker Robert Paxton, der im Film interviewt wird, gab an, unter einer falschen Projektvorstellung eingeladen worden zu sein. Das Interview habe unter Vortäuschung falscher Tatsachen stattgefunden und er habe seine Historikerkollegen James Q. Whitman und Timothy Snyder vor einer Zusammenarbeit mit D’Souza gewarnt. Der ebenfalls im Film interviewte Edwin Black sagte hingegen, dass seine Expertise im Film richtig wiedergegeben worden sei.

## Auszeichnungen
Goldene Himbeere 2019
- Goldene Himbeere in der Kategorie Schlechtester Schauspieler für Donald Trump (zusammen mit seinem Auftritt in Fahrenheit 11/9)
- Goldene Himbeere in der Kategorie Schlechtestes Leinwandpaar für Donald Trump und seine immer währende Belanglosigkeit (zusammen mit seinem Auftritt in Fahrenheit 11/9)
- Nominierung in der Kategorie Schlechteste Neuverfilmung oder Fortsetzung (als Remake von Hillary’s America: The Secret History of the Democratic Party)
- Nominierung in der Kategorie Schlechtestes Drehbuch für Dinesh D’Souza und Bruce Schooley